# Нойзидль-ан-дер-Цайя
Нойзидль-ан-дер-Цайя (нем. Neusiedl an der Zaya) — город в Австрии, в федеральной земле Нижняя Австрия.

## Политическая ситуация
Бургомистр коммуны — Йозеф Швайнбергер по результатам выборов 2005 года.
Совет представителей коммуны (нем. Gemeinderat) состоит из 19 мест.
- АНП занимает 14 мест.
- СДПА занимает 5 мест.